# Ното (полуостров)
Ното (яп. 能登半島 ното-ханто:, [noto hantoː]) — полуостров в центральной части японского острова Хонсю. Расположен в префектурах Исикава и Тояма. Крупнейший полуостров Хонсю в районе Японского моря.

## Краткие сведения
Протяженность с севера на юг — около 100 км, с запада на восток — от 30 до 50 км. Большая часть расположена на территории префектуры Исикава, а восточная часть — в городе Хими префектуры Тояма.
Восточную часть полуострова, которая омывается водами Тоямского залива, называют «Внутренней» (Утиура); западную, омываемую водами Японского моря, — «Внешней» (Сотоура). Кроме этого, переднюю крайнюю часть полуострова называют Оку-Ното («Дальним Ното»), основу полуострова — Кути-Ното («приступами Ното»), а береговую линию в районе городов Нана и Хими — Надаура («Морской»).
В восточное побережье полуострова вдаётся бухта Нанао, которую делит на несколько частей (Южную, Западную и Северную) большой остров Ното (46,78 км²).
Рельеф полуострова холмистый, местами равнинный. Самая высокая точка расположена у основания — гора Ходацу (宝達山), высотой 637 м. Она является составной холмов Ходацу, пролегающих с севера на юг и служат границей между префектурами Исикава и Тояма.